# Червена-Вода (Болгария)
Червена-Вода (болг. Червена вода) — село в Болгарии. Находится в Русенской области, входит в общину Русе. Население составляет 1 411 человек.

## Политическая ситуация
В местном кметстве Червена-Вода, в состав которого входит Червена-Вода, должность кмета (старосты) исполняет Свилена Костадинова Острева (коалиция в составе 2 партий: Порядок, законность и справедливость (РЗС), ПРОФЕСИОНАЛИСТИ ЗА ПРОСПЕРИТЕТ НА РУСЕ, РЕД) по результатам выборов правления кметства.
Кмет (мэр) общины Русе — Божидар Иванов Йотов (инициативный комитет) по результатам выборов в правление общины.